# Ichasagua
Ichasagua (fl. XVI secolo) era un guanci dell'isola di Tenerife, che fu proclamato re o mencey dopo che la conquista europea dell'isola fu completata nel XV secolo.
Era un membro della vecchia nobiltà di guanci di Adeje. È morto assassinato essendo l'ultimo mencey dell'isola. Non accettò la cosiddetta "Paz de Los Realejos" che portò alla conquista dell'isola.
Nel 1502 i guanci sollevati, cioè quelli che non riconoscevano la dominazione castigliana, scelsero Ichasagua come meso di tutta l'isola, stabilendo questa sua corte nella fortezza naturale del Roque del Conde.
Ichasagua fu ucciso dagli aborigeni che erano sostenitori della dominazione spagnola.